# Método Delphi
El método Delphi (nombre tomado del oráculo de Delphos) es una técnica de comunicación estructurada, desarrollada como un método sistemático e interactivo de predicción, que se basa en un grupo de expertos. Es una técnica prospectiva utilizada para obtener información esencialmente cualitativa, pero relativamente precisa, acerca del futuro.

## Funcionamiento

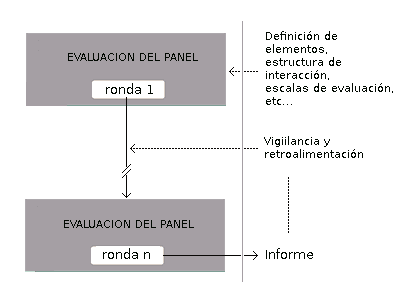
Esquema general del proceso iterativo del método Delphi

Su objetivo es la consecución de consenso basado en la discusión entre expertos mediante un proceso interactivo. Su funcionamiento se basa en la elaboración de un cuestionario que debe contestar cada experto. Una vez analizados los resultados globales, se vuelve a realizar otro cuestionario que deberán contestar los mismos expertos, tras darles a conocer los resultados obtenidos en la consulta anterior. El proceso puede repetirse varias veces hasta alcanzar cierto nivel de consenso. Finalmente, el responsable del estudio elaborará sus conclusiones a partir de la explotación estadística de los datos obtenidos.
El método de previsión Delphi utiliza juicios de expertos en tecnología o procesos sociales considerando las respuestas a un cuestionario para examinar las probables orientaciones del desarrollo de tecnologías específicas, meta-tipos de tecnologías o diferentes procesos de cambio social. El resumen de los juicios de los expertos (en las formas de evaluaciones cuantitativas y comentarios escritos) son provistos como retroalimentación a los mismos expertos como partes de una ronda siguiente de cuestionario (next-round). A continuación, los expertos revalúan sus opiniones a la luz de esta información, y un consenso de grupo tiende a emerger. Bright cree que la previsión tecnológica, incluyendo previsión Delphi, es una forma de análisis lógico que conduce a conclusiones sobre el futuro de atributos tecnológicos (Scott, 2001). La técnica Delphi se basa en conceptos firmes para sacar conclusiones con argumentos soportados.

## Principios de funcionamiento
El método Delphi se basa en:
- el anonimato de los participantes;
- la repetitividad y la retroalimentación controlada;
- la respuesta del grupo en forma estadística.

### Procedimiento
Antes de iniciar un método Delphi, se realizan una serie de tareas previas, como son:
- Delimitar el contexto y el horizonte temporal en el que se desea realizar la previsión sobre el tema en estudio.
- Seleccionar el grupo de expertos y conseguir su compromiso de colaboración. Las personas que sean elegidas no solo deben ser grandes conocedores del tema sobre el que se realiza el estudio, sino que deben presentar una pluralidad en sus planteamientos. Esta pluralidad debe evitar la aparición de sesgos en la información disponible en el grupo.
- Explicar a los expertos en qué consiste el método. Con esto se pretende conseguir la obtención de previsiones fiables, pues los expertos van a conocer en todo momento cuál es el objetivo de cada uno de los procesos que requiere la metodología.

## Historia
El nombre Delphi se deriva del oráculo de Delfos, aunque los autores del método no estaban contentos con las connotaciones del nombre, que sin duda podría vincularse con el mundo de lo oculto. El método Delphi se basa en la suposición de que los juicios en grupo son más válidos que los juicios individuales.
El método Delphi se desarrolló en los inicios de la Guerra Fría para predecir el impacto de la tecnología sobre el conflicto. En 1944, el general Henry H. Arnold ordenó que se elaborara un informe para las Fuerzas Aéreas del Ejército de los Estados Unidos acerca de las tecnologías que pudiese llegar a desarrollar el ejército en el futuro.
Se intentaron distintos enfoques, pero pronto se hizo evidente que los métodos tradicionales de predicción tecnológica como, por ejemplo, el enfoque teórico, los modelos cuantitativos o la extrapolación de tendencias resultaban deficientes en ámbitos en los que aún no se habían determinado leyes científicas. Para superar estas deficiencias, el Proyecto RAND (Olaf Helmer, Norman Dalkey y Nicholas Rescher). Se ha venido utilizando desde entonces, junto con modificaciones y reformulaciones tales como, por ejemplo, el procedimiento Imen-Delphi.
Varios expertos dieron su opinión acerca de la probabilidad, la frecuencia y la intensidad de los posibles ataques del enemigo. Otros expertos ofrecieron la retroalimentación correspondiente. Este proceso se repitió varias veces hasta que se llegó a un consenso.

## Terminología
Suelen usarse una serie de términos en esta técnica:
- Circulación: Cada uno de los sucesivos cuestionarios que se presenta al grupo de expertos.
- Cuestionario: Documento que se envía a los expertos, incluidos los resultados de anteriores circulaciones.

## Cuestionarios Delphi
El núcleo de la técnica Delphi es una serie de cuestionarios. El primer cuestionario puede incluir preguntas redactadas en forma general. En cada fase posterior, las preguntas se vuelven más específicas debido a que se forman con las respuestas al cuestionario previo.

## Fases
La técnica Delphi comprende al menos tres fases:
1. Se envía un cuestionario a un grupo de expertos.
2. Se prepara un resumen de la primera fase.
3. Se prepara un resumen de la segunda fase.

Por lo general, se recomiendan tres fases, pero pueden usarse más, como en el caso del estudio Delphi de la administración de seguridad. El número de expertos participantes puede variar de solo unos cuantos a más de 100, dependiendo del alcance del asunto. Se recomienda un rango de entre 15 y 30 para un asunto focal. Mientras más expertos participen, también se elevarán los costos, así como la coordinación requerida para la técnica.